# Neotrichia brevispina
Neotrichia brevispina är en nattsländeart som beskrevs av Oliver S. Flint Jr. 1983. Neotrichia brevispina ingår i släktet Neotrichia och familjen smånattsländor. Inga underarter finns listade i Catalogue of Life.